# HD192342
HD192342 — подвійна зоря. 
Ця подвійна система має видиму зоряну величину в смузі V приблизно 6,7.
Вона розташована на відстані близько 334,5 світлових років від Сонця.

## Подвійна зоря
Головна зоря цієї системи належить до хімічно пекулярних зір й має спектральний клас A2.
Інша компонента має  спектральний клас F3.

## Фізичні характеристики
Зоря HD192342 обертається 
порівняно повільно 
навколо своєї осі. Проєкція її екваторіальної швидкості на промінь зору становить  Vsin(i)= 23км/сек.